# Sigge Strömberg (1902–1982)
Sigurd (Sigge) Samuel Strömberg, född 24 maj 1902 i Lappträsk, död där 4 januari 1982, var en finländsk bonde och författare. 
Strömberg gjorde en stor insats inom den östnyländska hembygdsrörelsen och amatörteatern. Han skrev ett hundratal pjäser och regisserade själv många av dem. Uppmärksamhet väckte framför allt sånglustspelet Slättens melodi (1948). Hans djupa insikter i finlandssvensk allmogekultur utmärker också hans skönlitterära produktion, romanerna Brudvalet (1957), Bortombyn (1959) och Brödratid (1961). Här finns ursprunglig berättarglädje och en livlig dialog, utformad på östnyländsk dialekt. Romanen Brudvalet sattes 2010 upp på Lurens sommarteater i Pernå i dramatisering av Strömbergs barnbarnsbarn, författaren Mikaela Strömberg.